# Budakalász KC
A Budakalász Kézilabda Zrt.  egy férfi kézilabda klub, melyet 1992-ben alapítottak. Jelenleg az NB I-ben szerepel.

## Története
A klubot 1992-ben alapították azzal a céllal, hogy megfelelő alapot adjanak a városban már előtte is működő utánpótlásnak. A 2010–2011-es szezonban már az NB II-ben szerepelt, és fokozatosan erősödve, egyre jobb helyezést ért el a csapat az év végi tabellán. A 2014–2015-ös bajnokságot a második helyen zárták, majd ebben az évben új sportcsarnokot kapott az egyesület. A következő idény végén megnyerték az NB II-t, olyan volt válogatott és élvonalbeli rutinnal rendelkező játékosokkal a keretben, mint Bendó Csaba, Czina József, Doros Ákos, Gúnya Péter, Józsa Máté és Sutka Norbert, így 2016 nyarán történetük során először az élvonalbeli indulásra készülhettek.
A 2016–2017-es idény előtt tovább erősítették a csapatot, érkezett többek közt a Pick Szeged kétszeres Bajnokok Ligája-győztes jobbszélsője, Roberto García Parrondo is. Újoncként végül az EHF-kupa indulást jelentő negyedik helyen zárták a bajnokságot.

## Eredmények az 1992-es alapítás óta
- 2015/2016 NBI/B Férfi Felnőtt csapat 1. hely
- 2014/2015 NBI/B Férfi Felnőtt csapat 2. hely
- 2012/2013 NBI/B Férfi Junior csapat 2. hely
- 2012/2013 NBI/B Férfi Felnőtt csapat 10. hely
- 2011/2012 OSB B alapszakasz – 6. hely
- 2011/2012 NBI/B Nyugat – Férfi junior csapat 4. hely
- 2011/2012 NBI/B Nyugat – Férfi felnőtt csapat 7. hely
- 2012. 04. 06. II PEMÜ KUPA – I. helyezés (serdülő csapat)
- 2012. 01. 28-29. DUNAKANYAR KUPA – I. helyezés (junior csapat)
- 2010/2011 NBI/B Nyugat – Férfi felnőtt csapat 11. hely
- 2010/2011 NBI/B Nyugat – Férfi junior csapat 9. hely
- 2010/2012 OSB fiúB – Férfi serdülő csapat 8. hely

### Jelenlegi keret
2018–2019-es szezon
| Kapusok - 16 Vasvári Zsolt - 01 Váczi Dániel - 12 Boros Tamás Irányítók - 04 Koncz András - 03 Simon Bence - 30 Török Ádám Beállók - 13 Nemes Richárd - 22 Mazák Martin - 20 Simotics Mátyás | Szélső játékosok - 17 Tóth Ádám - 07 Bodnár Máté - 39 Bohács Sándor - 51 Glück Ákos - 05 Fekete Dávid - 71 Sinkovits Benjamin Átlövők - 33 Koller Tamás - 29 Tóth Kristóf - 02 Váczi Milán - 08 Czina József - 15 Leimeter Csaba |

### Edzői stáb
- Vezetőedző: Forgács Gyula
- Másodedző: Józsa Máté
- Masszőr: Bendó Csaba